# 帕拉港
帕拉港是哥倫比亞的城鎮，位於該國東北部，由桑坦德省負責管轄，距離首府布卡拉曼加240公里，始建於1981年3月4日，面積1,452平方公里，海拔高度78米，2005年人口6,462。
6°39′N 74°04′W / 6.650°N 74.067°W